# 情報処理学会
一般社団法人情報処理学会（じょうほうしょりがっかい、英称：Information Processing Society of Japan、略称：IPSJ）は、情報処理分野を取り扱っている学会である。日本学術会議協力学術研究団体。1960年に設立され、2010年7月1日に社団法人から一般社団法人へ移行した。

## 概要
情報処理学会は、電気学会、照明学会、応用物理学会、映像情報メディア学会および電子情報通信学会とともに電気系6学会の1つに数えられる存在である。
1959年、パリで情報処理に関する国際会議が開催され、今後もこのような国際会議を開催することを目的として情報処理国際連合（International Federation of Information Processing Societies）が結成されることとなった。日本では山下英男に参加の打診があり、加盟のために日本で情報処理分野を代表する学会が必要となった。当時既に電気学会や電気通信学会があったが、これらの意見をまとめるには時間がかかりすぎると判断した山下と和田弘が1960年、新たな学会を設立したのが本学会である。名称はInformation Processingを和田が直訳して「情報処理」としたものであり、「情報処理」という用語はこのときに誕生した（当時和田らは、コード会を開催するなど、日本におけるコンピュータの応用についてのとりまとめを精力的におこなっていた）。
学会設立の目的は定款に拠れば、「コンピュータとコミュニケーションを中心とした情報処理に関する学術、技術の進歩発展と普及啓蒙を図り、会員相互間および関連学会との連絡研修の場となり、もって学術、文化ならびに産業の発展に寄与する」こととされている。
会員数は、正会員16,147名（名誉会員37名を内数として含む）、学生会員3,477名、賛助会員223社（510口）であり（2015年3月末現在）、会員は少なくなっているが比較的大規模な学会である。

## 沿革
- 1960年（昭和35年）4月22日 - 情報処理学会が設立
- 1963年（昭和38年）12月19日 - 社団法人情報処理学会に移行
- 2010年（平成22年）7月1日 - 一般社団法人情報処理学会に移行[3]

## 歴代会長
1. 山下英男（1960年 - 1962年）
2. 後藤以紀（1963年 - 1964年）
3. 山内二郎（1965年 - 1966年）
4. 出川雄二郎（1967年 - 1968年）
5. 高橋秀俊（1969年 - 1970年）
6. 清野武（1971年 - 1972年）
7. 尾見半左右（1973年 - 1974年）
8. 北川敏男（1975年 - 1976年）
9. 穂坂衛（1977年 - 1978年）
10. 小林宏治（1979年 - 1980年）
11. 猪瀬博（1981年 - 1982年）
12. 坂井利之（1983年 - 1984年）
13. 尾関雅則（1985年 - 1986年）
14. 大野豊（1987年 - 1988年）
15. 三浦武雄（1989年 - 1990年）
16. 萩原宏（1991年 - 1992年）
17. 水野幸男（1993年 - 1994年）
18. 野口正一（1995年 - 1996年）
19. 戸田巖（1997年 - 1998年）
20. 長尾真（1999年 - 2000年）
21. 鶴保征城（2001年 - 2002年）
22. 益田隆司（2003年 - 2004年）
23. 安西祐一郎（2005年 - 2006年）
24. 佐々木元（2007年 - 2008年）
25. 白鳥則郎（2009年 - 2010年）
26. 古川一夫（2011年 - 2012年）
27. 喜連川優（2013年 - 2014年）
28. 富田達夫（2015年 - 2016年）
29. 西尾章治郎（2017年 - 2018年）
30. 江村克己（2019年 - 2020年）
31. 徳田英幸（2021年 - 2022年）
32. 森本典繁（2023年 - ）

## 日本将棋連盟への挑戦状
2010年4月2日、白鳥則郎会長により、社団法人日本将棋連盟・米長邦雄会長に「人間名人に匹敵するコンピュータ将棋が完成した」という内容の挑戦状が手渡された。同年10月11日に東京大学本郷地区キャンパスにて第1戦が行われた。情報処理学会側は、この挑戦の為に「あから2010」を構築（ソフト部ではBonanza、激指、GPS将棋、YSSの4つの将棋プログラムによる合議制。ハードウェア部では東京大学のクラスターマシンを利用、Intel Xeon 2.80GHz 4コアが109台、Intel Xeon 2.40GHz 4コアが60台というもの）。
対戦結果
- 第1戦　○あから2010 対 ×清水市代女流王将

## 学会誌
学会誌「情報処理」は、会員の知識の向上に資すること、参画意識を高め、情報交換の場を提供すること等を目的に、1960年より発行されている。毎月全会員に配布されている。各分野のトップレベルの方々が、最新技術を分かりやすく解説している。著名人による巻頭コラムは、たびたび話題となっている。いくつか記事はWebサイトで無料で公開されている。
2013年、『情報処理2012年05月号別刷「《特集》CGMの現在と未来︰初音ミク，ニコニコ動画，ピアプロの切り拓いた世界」』ゲストエディタ：後藤真孝（情報処理学会）が、第44回星雲賞ノンフィクション部門を受賞した。
- 『情報処理』（国立情報学研究所収録）
- 学会誌『情報処理』無料で読める記事
  - 巻頭コラム
  - 2020年6月号　「世界のあしたが見えるまち」から民主主義へのささやかな貢献を（五十嵐立青）
  - 2020年4月号　インターネット文明を創る（村井純）
  - 2020年2月号　ゲームAIの進歩から見る，AI時代で大切なもの（木原直哉）
  - 2019年12月号　劉慈欣『三体』と人列コンピュータ（大森望）
  - 2019年11月号　E-mailとの長い長い戦い（青野慶久）
  - 2019年10月号　清々しいほどの敗北の中（八谷和彦）
  - 2019年8月号　物質世界の情報化（舘暲）
  - 2019年6月号　AIは進化するのに，なぜ人間は進化しないのか（前刀禎明）
  - 2019年5月号　小説工学（阿川大樹）
  - 2019年4月号　VR，その過去から未来へ（樹林伸）
  - 2019年2月号　ディジタル機器，誰もが買った日から使える機器であってほしい（若宮正子）
  - 2019年1月号　してみて良きにつくべし（野村万蔵）
  - 2017年10月号　私と情報処理（河野太郎）
  - 2016年2月号　ネット社会とモノのデザイン（山中俊治）
  - 2015年12月号　国際的ソフトウェアへの道（まつもとゆきひろ）
  - 2014年12月号　アラカン漫画家，統計学に挑む（すがやみつる）
  - 2012年6月号　情報化の時代に（羽生善治）

## 刊行物
- 『情報処理学会刊行物』（国立情報学研究所収録）

## 主なシンポジウム
- DICOMO
- インタラクション
- xSIG

## IPSJ-ONE
「IPSJ-ONE（アイピーエスジェー・ワン）」は、情報科学分野において国内外で活躍する日本の若手トップ研究者が、5分間のライトニングトーク形式でプレゼンするイベントである。2015年から、毎年3月に開催される情報処理学会全国大会に併わせて開かれている。若手研究者が、最先端の技術に限らず、今後期待される技術や、社会への波及効果など、わかりやすく解説する。発表の様子はニコニコ生放送で視聴可能である。また、通常の学会とは違い、無料で参加（聴講）可能である。
- IPSJ-ONE
- IPSJ-ONE (@ipsjone) - X（旧Twitter）